# فلیکس بیرزدورف
فلیکس بیرزدورف (انگلیسی: Felix Beiersdorf؛ زادهٔ ۱ اوت ۱۹۹۸) بازیکن فوتبال اهل آلمان است.
از باشگاه‌هایی که در آن بازی کرده‌است می‌توان به باشگاه فوتبال لایپزیگ اشاره کرد.
وی همچنین در تیم‌های ملی فوتبال جوانان آلمان، Germany national under-16 football team، و جوانان آلمان بازی کرده‌است.